# Intouchable (Angel)
Pour les articles homonymes, voir Intouchable.
Intouchable est le 4e épisode de la saison 2 de la série télévisée Angel.

## Synopsis
Angel continue à rêver de Darla qui, de son côté, explique à Lilah Morgan qu'elle utilise une drogue sous forme de poudre pour manipuler les rêves d'Angel et le faire dormir plus longtemps. Cordelia a une vision qui envoie Angel au secours d'une adolescente en danger. Cette dernière est menacée de viol par deux hommes mais ceux-ci se font écraser contre un mur par un énorme container à ordures. Angel arrive peu après et la retrouve mais elle s'enfuit et Angel est blessé par une barre en fer qui lui transperce le torse. La jeune fille, nommée Bethany, arrive chez Lilah Morgan, qui l'a recueillie depuis peu de temps dans le but d'en faire une tueuse au service de Wolfram & Hart.
Pendant la nuit, Bethany, qui a en fait des pouvoirs télékinétiques, rêve de son père abusif et part de chez Lilah. Elle retrouve Angel et lui demande son aide pour qu'elle apprenne à contrôler son pouvoir. Angel et Gunn, (ce dernier désormais plus ou moins officiellement intégré à l'équipe), visitent le domicile d'un des deux agresseurs de Bethany et découvrent qu'il avait été payé pour cela. Après une tentative d'enlèvement ratée, Wolfram & Hart utilise le père de Bethany pour lui faire perdre tout contrôle. Bethany fait passer son père par la fenêtre avec son pouvoir, mais elle stoppe sa chute juste avant qu'il ne s'écrase, montrant ainsi qu'elle a désormais acquis la confiance en elle lui permettant d'avoir le contrôle.